# Buñol (ort)
Buñol är en ort i Spanien.   Den ligger i provinsen Província de València och regionen Valencia, i den östra delen av landet, 270 km öster om huvudstaden Madrid. Buñol ligger 347 meter över havet och antalet invånare är 10 062. I staden hålls den årliga tomatkastarfestivalen Tomatina.
Terrängen runt Buñol är kuperad åt nordväst, men åt sydost är den platt. Runt Buñol är det ganska tätbefolkat, med 54 invånare per kvadratkilometer. Närmaste större samhälle är Chiva, 8,0 km nordost om Buñol. Omgivningarna runt Buñol är i huvudsak ett öppet busklandskap.